# Alexandria (Indiana)
Alexandria é uma cidade localizada no estado americano de Indiana, no Condado de Madison.

## Demografia
Segundo o censo americano de 2000, a sua população era de 6260 habitantes. 
Em 2006, foi estimada uma população de 5888, um decréscimo de 372 (-5.9%).

## Geografia
De acordo com o United States Census Bureau tem uma área de 
7,0 km², dos quais 7,0 km² cobertos por terra e 0,0 km² cobertos por água. Alexandria localiza-se a aproximadamente 257 m acima do nível do mar.

## Localidades na vizinhança
O diagrama seguinte representa as localidades num raio de 16 km ao redor de Alexandria. 